# 17 de octubre de 1945 en el Gran La Plata
Los días 17 hasta 20 de octubre de 1945, obreros del Gran La Plata (La Plata, Berisso y Ensenada) realizaron una masiva movilización en el marco de una protesta nacional, conocida como el Día de la Lealtad, por la liberación del coronel Juan Domingo Perón, que había sido Secretario de Trabajo, Ministro de Guerra y vicepresidente. Dicha medida de fuerza mantuvo convulsionada a esta región durante unos días, lo cual sirve para ampliar la visión tradicional sobre los orígenes del movimiento peronista.

## Contexto histórico nacional
El 4 de junio de 1943 se produce el segundo golpe de Estado en la Argentina, que pone fin a un período conocido como "Década Infame" caracterizado por la utilización del llamado “fraude patriótico”. Este golpe estuvo encabezado por el Grupo de Oficiales Unidos (GOU), una logia militar compuesta por capitanes, tenientes y coroneles cercanos al nacionalismo católico. Uno de los miembros que se destacó fue el coronel Juan Domingo Perón, quien fue designado al frente del Departamento Nacional del Trabajo, luego convertido en Secretaría de Trabajo y Previsión. Desde este lugar llevó adelante una fuerte política social y laboral impulsando una amplia cantidad de medidas que beneficiaron a los trabajadores, tales como indemnizaciones laborales, vacaciones pagas, jubilaciones y el Estatuto del Peón. Estas políticas de corte popular lograron la adhesión de los sectores trabajadores, pero fue en detrimento del apoyo de sectores empresarios, lo cual se sumaba a las discrepancias militares. Esta situación forzó la renuncia de Perón el 8 de octubre de 1945 y su posterior detención en la Isla Martín García.

## Contexto histórico regional
Desde principios del siglo XX, se dio una fuerte inmigración en la región de La Plata, Berisso y Ensenada. En estas dos últimas localidades dada su cercanía al puerto, la instalación de los frigoríficos Swift y Armour y de la petrolera estatal YPF, entre otros factores, se configuró una población con alto componente obrero. Además durante la Segunda Guerra Mundial las exportaciones de carne habían crecido exponencialmente lo cual llevó a que la población de Berisso alcanzara los 45.000 habitantes hacia 1943. Estas características propiciaron que la adhesión a Perón por sus políticas laborales se diera con particular intensidad.
Desde la Secretaría de Trabajo y Previsión, Perón forjó una estrecha relación con el incipiente Sindicato Autónomo de la Industria de la Carne de Berisso, cuyo referente fue Cipriano Reyes. Este dirigente sindical tuvo un fuerte vínculo con el coronel Perón quien visitó Berisso en numerosas oportunidades. En esta localidad industrial había una estrecha identidad entre el lugar de trabajo y el de residencia, esta particularidad favoreció la adhesión a Perón y explica su relevante rol movilizador en las jornadas del 17 de octubre.

## La movilización

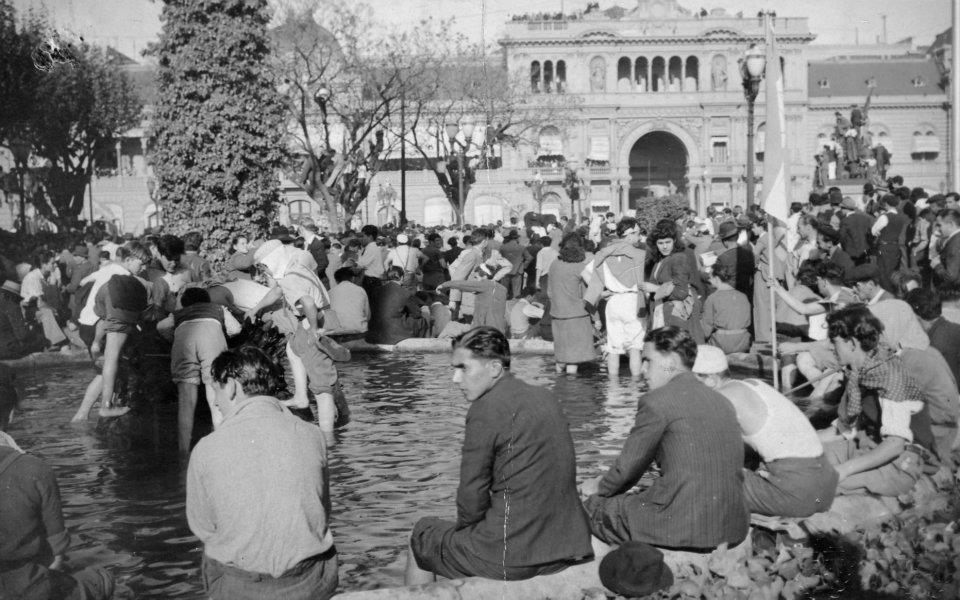
Imagen histórica del 17 de octubre de 1945.

El día lunes 15 de octubre los trabajadores realizaron una manifestación por la calle Montevideo, arteria principal de Berisso, donde se reunieron alrededor de setecientas personas coreando el nombre de Perón y exigiendo que fuera dado en libertad. Al día siguiente, se dio una idéntica escena a la que se sumaron trescientas mujeres, obreros y trabajadores de Villa San Carlos. La marcha estuvo controlada por varios agentes del orden.
El miércoles 17, los trabajadores de Berisso estaban en contacto con obreros de Avellaneda y otros barrios proletarios del sur del Gran Buenos Aires y con los ingenios azucareros tucumanos. En el marco de la movilización ocurrida en Berisso los obreros convocaron la adhesión de los comerciantes del Gran La Plata a la misma mediante el cierre de sus negocios, a lo que se sumó el cierre de las escuelas y piquetes en los accesos a la ciudad, lo que impidió la entrada de camiones y tranvías, dejando a Berisso en un total aislamiento. El grueso de la manifestación estaba compuesto por trabajadores de frigoríficos, fábricas textiles, portuarios, ferroviarios y obreros de la construcción, que recorrieron a pie los 10 kilómetros que distancian Berisso del centro de La Plata. Para entonces los manifestantes habían cobrado un aspecto amenazador, consiguiendo que el interventor federal, el general Sáenz, enviase una delegación a Buenos Aires para hablar con Perón. Los diarios El Día y El Argentino reflejaron la manifestación como masiva, y caracterizaron los episodios como violentos[cita requerida]. Similares manifestaciones se reproducen en Buenos Aires, Rosario y otras ciudades del interior.
A partir del mediodía, los trabajadores comenzaron a congregarse en la esquina de 1 y 60, esperando la llegada de las columnas de Berisso que arribaron cerca de las 16. La marcha de los obreros empezó por calle 1, hasta la estación de ferrocarril, y luego tomó por diagonal 80, hacia el centro. En Rosario, La Plata, Ensenada, Berisso, y en otros lugares, se dieron importantes movilizaciones populares. La columna había sido engrosada por empleados y obreros municipales. Una vez frente a la Casa de Gobierno, donde se estaba efectuando la entrega del mando al interventor federal interino, general Sáenz, se reclamó a gritos la libertad de Perón. Sáenz accedió entonces a recibir a una comitiva de manifestantes (integrada por Hipólito Pintos, Alfonso Wylle, Héctor Reyes, Ricardo Giovanelli, Alfredo Cavelli, Clementina S. de Reyes, Pedro Degean y Ernesto Cleve) que preguntaban por Perón. Cuando las columnas de  obreros de Berisso y Ensenada llegaron al borde de la Capital se encontraron que los puentes de acceso habían sido levantados. Desde las nueve y media de la mañana el puente Pueyrredón estaba levantado por orden expresa del gobierno militar, impidiendo el paso de los trabajadores que intentaron iniciar su marcha desde Avellaneda. En ese lugar se fueron encontrando, grupos procedentes de La Plata, Quilmes y Lanús, portando banderas argentinas y retratos de Perón.
Paralelamente la dirección sindical encabezada por Silverio Pontieri dialoga con el nuevo ministro de Guerra, el general Avalos. Le pide detener las medidas en perjuicio de las organizaciones obreras y de los asalariados y la libertad de todos los detenidos, incluido el coronel Perón. Lo mismo reclaman al presidente Farrell, pero la solicitud no da resultado.
En total en todo el país se movilizaron alrededor de 500.000 obreros por propia determinación.

## El caso platense y la visión tradicional
Las características que adoptó la movilización en esta región ayudan a matizar y ampliar la visión tradicional sobre los orígenes del peronismo y el 17 de octubre, la cual estuvo profundamente influenciada por el testimonio del dirigente sindical Cipriano Reyes, quien escribió Yo hice el 17 de octubre. Esta visión, que sería adoptada por el gobierno peronista, presentaba a la movilización como un evento pacífico, armonioso y libre de conflictos, lo cual se contrapone a lo sucedido en La Plata, que nos muestra una situación con gran conflictividad social y numerosos hechos de violencia.
El 17 de octubre instaló la idea de los trabajadores como demandantes, como sujetos colectivos que tienen algo que decir y que tienen derecho a decirlo. Que eligen un liderazgo, lo reclaman y lo instalan. La política argentina dejará de ser la misma después de ese día, de la  política de círculo, de clubes, de acuerdos entre círculos reducidos, el peronismo le opondrá la imagen y la práctica que se instalará en el balcón de la Casa Rosada: el diálogo directo con los trabajadores, la política masiva, abierta, multitudinaria, donde el que conduce y los/as trabajadores proponen y escuchan mutuamente.